# Национальный союз журналистов Украины
Национальный союз журналистов Украины (НСЖУ) (укр. Національна спілка журналістів України (НСЖУ)) — независимая общественная неполитическая организация Украины; национальный всеукраинский профессиональный союз, который объединяет журналистов и других работников средств массовой информации, которые профессионально занимаются журналистикой, публицистической деятельностью и т. п.

## История
Союз журналистов Украины был создан 23 апреля 1959 года постановлением Совета министров Украинской ССР и сперва являлся республиканским отделением Союза журналистов СССР. После распада СССР и обретения Украиной независимости, Союзу журналистов Украины был присвоен статус «национального».
Национальный союз журналистов Украины имеет региональные представительства во всех областях Украины и в Автономной Республике Крым. Членами НСЖУ являются более 20 тысяч журналистов. Согласно уставу организации, Союз журналистов Украины ставит своей первоочередной целью содействовать развитию журналистики на Украине и защищать социальные, экономические, творческие интересы работников СМИ.
Высшим руководящим органом Национального союза журналистов Украины является съезд НСЖУ, который созывается один раз в пять лет, и который избирает председателя союза, правление и ревизионную комиссию, и утверждает Кодекс профессиональной этики украинского журналиста. В апреле 1997 года IX съезд НСЖУ на альтернативной основе избрал председателем Национального союза журналистов Украины Игоря Лубченко, в апреле 2002 года на Х съезде НСЖУ вновь переизбранного на этот пост. На XI съезде, состоявшемся в феврале 2012 года, председателем был избран Олег Наливайко. В марте 2014 года он был назначен главой Государственного комитета телевидения и радиовещания Украины, поэтому обязанности главы НСЖУ исполняет первый секретарь Союза Сергей Томиленко.

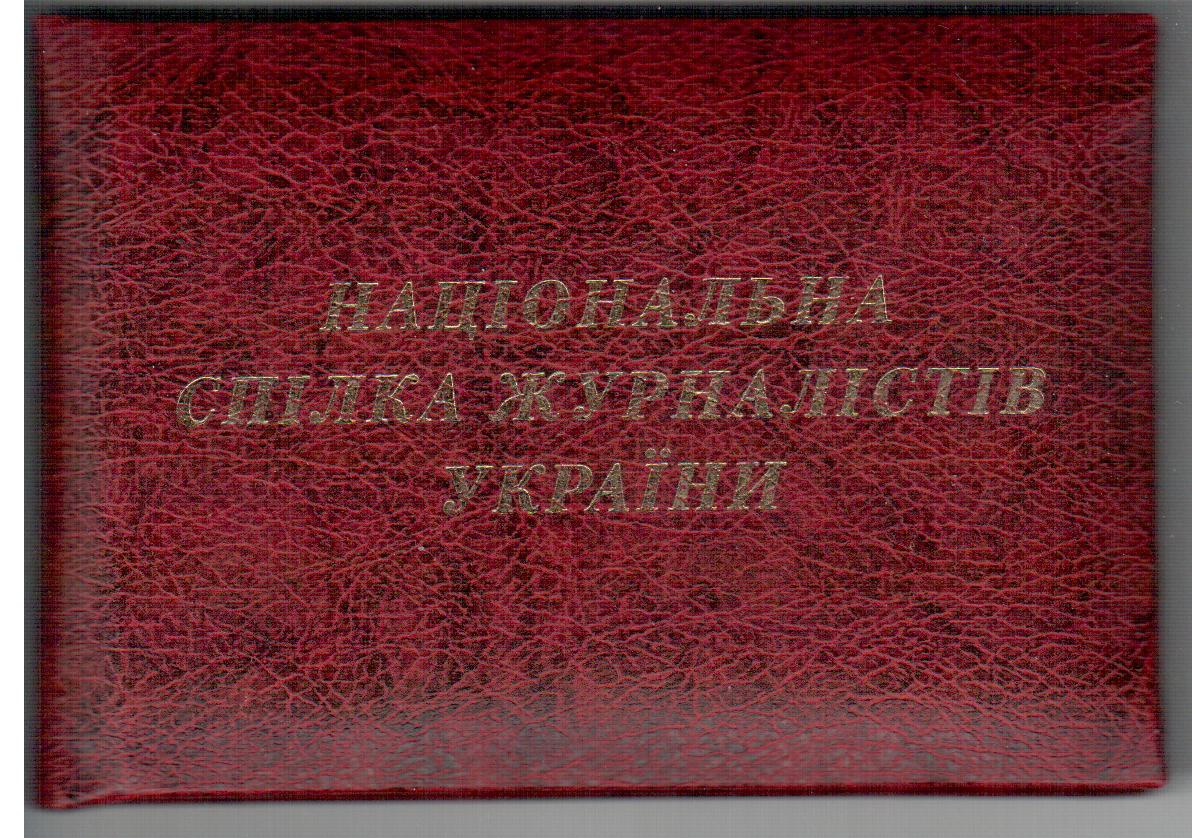
Членский билет (2011)

Начиная с 1994 года, ежегодно, 6 июня на Украине отмечается День журналиста Украины. Именно в этот день большинством голосов Национальный союз журналистов Украины был принят в ряды Международной федерации журналистов — крупнейшей в мире организации профессиональных работников средств массовой информации.
20 апреля 2017 года на XIV съезде НСЖУ в Киеве главой Союза на 5-летний срок избран Сергей Томиленко.

## Акции НСЖУ
- В 2008 году одесское отделение Национального союза журналистов Украины провело масштабную акцию «Пресса как фактор доверия между народами» приуроченную к 50-летию образования Союза журналистов СССР.

## Награды
- Почётная грамота Кабинета Министров Украины (17 апреля 2002 года) — за весомый вклад в развития Украинского государства, построение демократического и правового общества, становление профессиональной прессы и журналистики[1].
- Почётная грамота Президиума Верховного Совета РСФСР (5 июня 1969 года) — за большой вклад в развитие и укрепление взаимосвязей братских национальных культур и активное участие в проведении Декады украинской литературы и искусства в РСФСР[2].
- Почётная грамота Президиума Верховного Совета РСФСР (1979 год)[3].